# El violonchelista
El violonchelista es un óleo sobre lienzo de 73,5 x 59,5 cm creado en 1909 por el pintor italiano Amedeo Modigliani.
Forma parte de una colección privada.
Es uno de los pocos retratos de Modigliani en el que el sujeto realiza una acción: tocar el violonchelo.
Fue pintado en el estudio que Modigliani había alquilado en Montparnasse en 1909. Detrás del músico se puede ver una chimenea, con el espejo sobre su repisa reflejando la pared de enfrente, y a la izquierda una cama que conecta el espacio ambiental con la figura del primer plano. Es interesante destacar la posición plástica del modelo, creado con una línea estilizada y fina.